# Hyphoderma tenue
Hyphoderma tenue är en svampart som först beskrevs av Narcisse Theophile Patouillard, och fick sitt nu gällande namn av Donk 1957. Hyphoderma tenue ingår i släktet Hyphoderma och familjen Meruliaceae.   Inga underarter finns listade i Catalogue of Life.